# Chromocryptus narthex
Chromocryptus narthex là một loài tò vò trong họ Ichneumonidae.